# كارل هارتمان
كارل هارتمان (8 فبراير 1894 في ألمانيا - 24 يونيو 1943) هو لاعب كرة قدم ألماني في مركز الهجوم. شارك مع منتخب ألمانيا لكرة القدم. أما مع النوادي، فقد لعب مع فيكتوريا هامبورغ.

## وصلات خارجية
- كارل هارتمان على موقع قاعدة بيانات كرة القدم.إي يو (الإنجليزية)
- كارل هارتمان على موقع بيانات كرة القدم. دي إي (الألمانية)
- كارل هارتمان على موقع ناشيونال فوتبول تيمز (الإنجليزية)
- كارل هارتمان على موقع عالم كرة القدم.نت (الإنجليزية)